# Atesta pubescens
Atesta pubescens là một loài bọ cánh cứng trong họ Cerambycidae.